# Vojna idej
Vojna idej je peti extended play slovenske rock skupine Siddharta, izdan leta 2008. Vsebuje tri različice naslovne pesmi. To je prva izdaja, pri kateri ne sodeluje več bivši član Cene Resnik – ta je namreč skupino zapustil.
Pesem je v 11/4 in 3/4 taktovskem načinu.

## Seznam pesmi
Vse pesmi je napisala Siddharta.
| Št.             | Naslov                           | Dolžina |
| --------------- | -------------------------------- | ------- |
| 1.              | „Vojna idej‟                     | 4:25    |
| 2.              | „Vojna idej‟ (PT3000 MIX)        | 4:54    |
| 3.              | „Vojna idej‟ (akustična verzija) | 4:07    |
| Skupna dolžina: | Skupna dolžina:                  | 13:26   |

## Zasedba

### Siddharta
- Tomi Meglič – vokal, kitara
- Primož Benko – kitara
- Boštjan Meglič – bobni
- Jani Hace – bas kitara
- Tomaž Okroglič Rous – klaviature in programiranje

### Dodatni glasbeniki
- Godalika – godala
- Irena Preda – vokal
- Vasilij Centrih – violina